# Michel Poniatowski

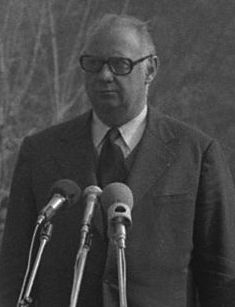
Michel Poniatowski w 1976

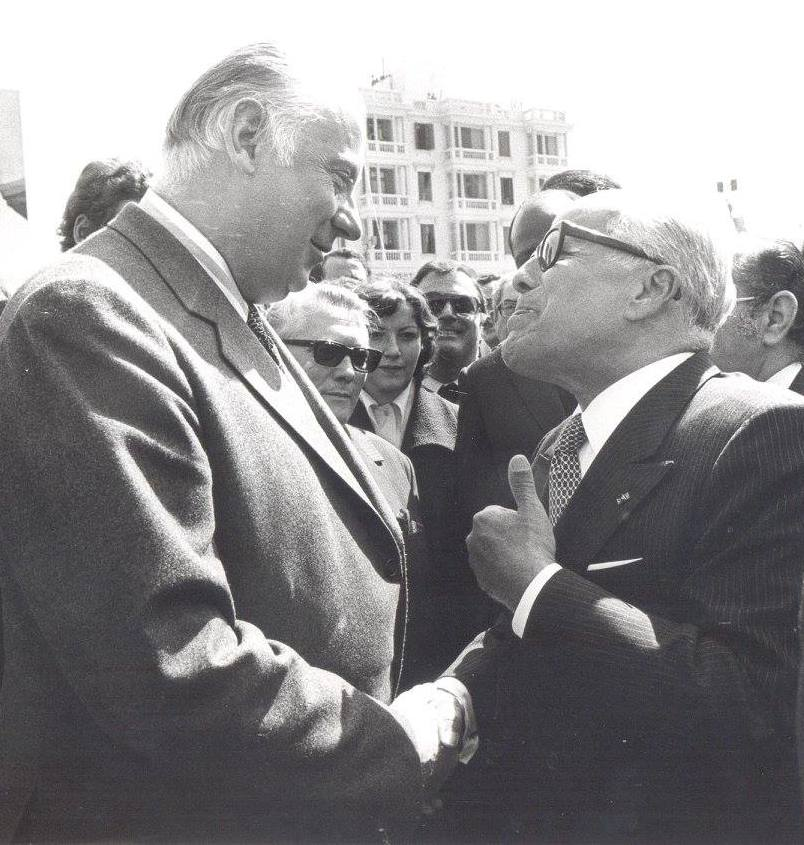
Michel Poniatowski (po lewej) z Habib Burgiba w 1976 r.

Michel Casimir Jean Pierre Guillaume Marie André Poniatowski (ur. 16 maja 1922 w Paryżu, zm. 15 stycznia 2002 w Le Rouret) – francuski polityk, mer L’Isle-Adam, w latach 1973–1974 minister zdrowia publicznego i opieki socjalnej, minister stanu, minister spraw wewnętrznych od 1974 do 1977 roku. Następnie deputowany do Parlamentu Europejskiego z departamentu Dolina Oise. Blisko związany z Valéry Giscard d’Estaing, był jednym z założycieli Partii Republikańskiej, FNRI oraz Unii na rzecz Demokracji Francuskiej. Jest ojcem polityka  Axela Poniatowskiego.

## Pochodzenie
Syn księcia Carla Casimira Poniatowskiego i Marie Josephe de Riquet, ojciec Axela i Ladislasa.
Potomek bratanka ostatniego króla Polski, podskarbiego litewskiego Stanisława Poniatowskiego i Cassandry Luci.

## Młodość, studia i początki kariery politycznej
Jego plany edukacyjne przerwała II wojna światowa. Wstąpił do I-go Batalionu Uderzeniowego – 1er bataillon de choc – specjalnej jednostki spadochroniarzy używanej do przerzutów na tyły wroga podczas szczególnie ważnych operacji. Został zrzucony na teren Francji i wziął udział w wyzwoleniu kraju pod koniec wojny.
W 1948 roku ukończył École nationale d’administration. W początkowym okresie swojej kariery pracował w służbie dyplomatycznej Francji w Maroku, później – od 1956 w Stanach Zjednoczonych. W obu placówkach zajmował się finansami jako attaché finansowy przy ambasadzie. Od lat 60. XX wieku zaangażowany politycznie. Wieloletni współpracownik Valéry’ego Giscarda d’Estainga. Działacz Krajowej Federacji Republikanów Niezależnych i Partii Republikańskiej.

## Rozwój kariery politycznej

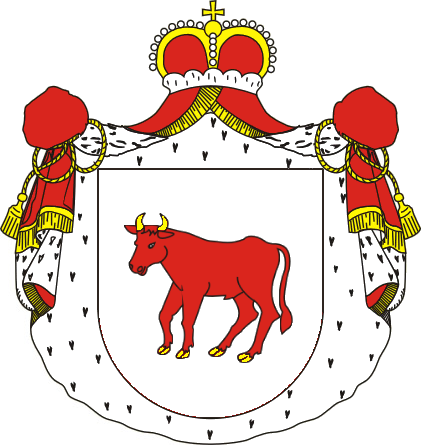
Herb Poniatowskich

W latach 70. XX w. minister zdrowia i opieki społecznej, później minister stanu i minister spraw wewnętrznych Francji. W 1978 roku był jednym ze współzałożycieli partii Union pour la Démocratie Française (UDF). Od 1979 roku poseł do Parlamentu Europejskiego. W latach 1989–1995 zasiadał w Senacie Francji. W 1999 roku wycofał się z życia politycznego.